# 冬の色
「冬の色」（ふゆのいろ）は、1974年12月10日に発売された山口百恵の7枚目のシングル。CBSソニーより発売された。

## 概要
表題曲「冬の色」はシングルとして初のバラード作品であり、オリコンシングルチャートにおいて自身初の1位を獲得、6週間に亘って1位を記録した。当時山口は15歳11か月で、女性ソロ歌手としては最年少での1位獲得となった。
B面曲の「伊豆の踊子」は、同名の映画で山口と三浦友和の初共演作品 ″東宝映画文芸シリーズ″『伊豆の踊子』の主題歌であった。
累計売上は84万枚（レコード会社調べ）を記録した。

## 収録曲
| 全作詞: 千家和也、全作曲: 都倉俊一。 |                                |          |            |            |
| #                                    | タイトル                       | 作詞     | 作曲・編曲 | 編曲       |
| 1.                                   | 「冬の色」                     | 千家和也 | 都倉俊一   | 馬飼野康二 |
| 2.                                   | 「伊豆の踊子」(同名映画主題歌) | 千家和也 | 都倉俊一   | 高田弘     |

## 品番
- 1974年12月10日 - EP: SOLB 197（シングル）

## 関連シングル
- 1978年4月21日 - EP: 06SH 298（「GOLDEN SINGLE」 片面: 湖の決心）
- 1989年3月21日 - 8cmCD: 10EH 3176（「Platinum Single SERIES」 C/W: 湖の決心）
- 2006年1月18日 - 8cmCD（オリジナル・カラオケ、「MOMOE LIVE PREMIUM」）

## 関連作品
- 冬の色
  - 16才のテーマ
  - Best of Best 山口百恵のすべて
  - 33 SINGLES MOMOE
  - 百恵復活
  - 百惠辞典
  - ベスト・セレクション Vol.1
  - GOLDEN J-POP/THE BEST 山口百惠
  - GOLDEN☆BEST 山口百恵 PLAYBACK MOMOE part2
  - MOMOE PREMIUM
  - Complete MOMOE PREMIUM
  - 山口百恵ベスト・コレクション VOL.1
  - コンプリート百恵伝説
  - GOLDEN☆BEST 山口百恵 コンプリート・シングルコレクション

- 冬の色（ライブ音源）
  - 百恵ライブ -百恵ちゃん祭りより-
  - 伝説から神話へ -BUDOKAN…AT LAST-
  - MOMOE LIVE PREMIUM

- 伊豆の踊子
  - 15才
  - Best of Best 山口百恵のすべて
  - 百恵・アクトレス伝説
  - 山口百惠ベスト・コレクション〜横須賀ストーリー〜
  - 百惠辞典
  - MOMOE PREMIUM
  - Complete MOMOE PREMIUM
  - コンプリート百恵伝説

## カバー
- 2015年、南野陽子（2012年10月03日発売のコンピレーション・ベストの『山口百恵トリビュート・セレクション』に新録トラックとして収録後、南野自身の作品であるアルバム『ゴールデン☆アイドル 南野陽子 30th Anniversary』Disc.5に後日収録された）

## 参考資料
- 川瀬泰雄『プレイバック 制作ディレクター回想記』学研マーケティング、2011年2月。ISBN 978-4054047259。